# San Cristóbal Penxixín
San Cristóbal Penxixín es una localidad del municipio de Opichén en el estado de Yucatán, México.

## Toponimia
El nombre (San Cristóbal Penxixín) hace referencia a Cristóbal de Licia y penxixín proviene del idioma maya.

## Datos históricos
- En 1980 cambia su nombre de San Cristóbal Penxixún a San Cristóbal Penxixín.

## Demografía
Según el censo de 2005 realizado por el INEGI, la población de la localidad era de 0 habitantes.
| 15                          | 2 | ? | ? | 0 | 0 |
| (Fuente: INEGI [Consultar]) |   |   |   |   |   |